# Valeria Pirone
Valeria Pirone (* 3. Dezember 1988 in Torre del Greco) ist eine italienische Fußballspielerin.

## Karriere

### Verein
Pirone begann ihre Karriere 2005 bei CF Agliana und wechselte 2006 zu Napoli. Von dort wechselte sie im Sommer 2014 zu Res Roma, wo sie die Spielzeit 2014/15 verbrachte. Die Saison 2015/16 spielte sie für ASD CF Verona und daran anschließend bis Sommer 2018 für die ASD Mozzanica. Zur Saison 2018/19 schloss sie sich Chievo Verona und wechselte danach für eine weitere Saison zu Hellas Verona.
Ab der Spielrunde 2020/21 spielte sie für US Sassuolo, worauf zur Folgesaison ein Wechsel zur AS Roma folgte. In der Spielzeit 2022/23 spielte sie für Parma Calcio. Seit Juli 2023 steht sie bei Ternana Calcio unter Vertrag.

### Nationalmannschaft
In der italienischen A-Nationalmannschaft debütierte Pirone am 26. Oktober 2010 bei einem 2:0-Sieg über Russland während der Qualifikation für die Europameisterschaft 2013, als sie zur 58. Minute für Daniela Sabatino eingewechselt wurde. Darauf folgte einige Wochen später noch ein Einsatz bei einem 2:0-Sieg über Griechenland.
Erst etwa zehn Jahre wurde sie erneut in die Nationalmannschaft berufen. Saß sie beim ersten Freundschaftsspiel noch über die volle Spielzeit auf der Bank, so wurde sie beim 3:2-Sieg über Österreich schließlich auch wieder eingesetzt. Auch in der darauffolgenden Qualifikation für die Weltmeisterschaft 2023 kam sie zum Einsatz und schoss dort auch ihr erstes Länderspieltor, sowie in den darauffolgenden Partien noch zwei weitere. 